# Derek Richardson
Derek Richardson (* 18. Januar 1976 in Glens Falls, New York) ist ein US-amerikanischer Schauspieler.

## Leben
Derek Richardson begann seine Karriere als Theaterschauspieler, bevor er sein Leinwanddebüt mit einem Gastauftritt in der US-amerikanischen Fernsehserie Law & Order hatte. 2002 spielte er für eine kleinere Nebenrolle in der Serie Felicity. Größere Bekanntheit erlangte er durch seine erste größere Filmrolle in dem Kinofilm Dumm und dümmerer im Jahr 2003.
2005 und 2007 spielte er in den Horror-Filmen Hostel und Hostel 2 von Eli Roth die Rolle des Josh. Von 2006 bis 2008 war er in der Fernsehserie Men in Trees als Patrick Bachelor zu sehen. In der Doppelfolge Einer flog in das Kuckucksnest der sechsten Staffel von Dr. House spielte er die Rolle des Steve Alkateen, eines (Mit-)Patienten, der sich als Superheld namens Freedom Master sieht.
Seit 2002 lebt Richardson in Los Angeles. Richardson ist seit 2012 mit der deutschen Schauspielerin Franka Potente verheiratet, mit der er zwei gemeinsame Töchter hat (* 2011 und * 2013).

## Filmografie
- 2000: Law & Order (Fernsehserie, Episode 10x17)
- 2002: Felicity (Fernsehserie, Episoden 4x13–4x14)
- 2003: Dumm und dümmerer (Dumb and Dumberer: When Harry Met Lloyd)
- 2004: Bring It On Again
- 2005: Reeker
- 2005: Hostel
- 2006–2008: Men in Trees (Fernsehserie, 36 Episoden)
- 2007: Hostel 2
- 2009: Dr. House (House, Fernsehserie, Episode 6x01–6x02)
- 2009: Psych (Fernsehserie, Episode 6x12)
- 2011: American Horror Story (Fernsehserie, Episode 1x10)
- 2012–2014: Anger Management (Fernsehserie, 100 Episoden)
- 2016: Der Island-Krimi: Der Tote im Westfjord (Fernsehfilm)
- 2020: Home

## Auszeichnungen
- 2003: Nominierung für den Teen Choice Award in der Kategorie Choice Movie Chemistry
- 2004: Nominierung für die Goldene Himbeere in der Kategorie Schlechteste Filmpaarung für Eric Christian Olsen und Derek Richardson
- 2006: Nominierung für den MTV Movie Award in der Kategorie Best Frightened Performance für Hostel